# スパッタリング
スパッタリング（Sputter deposition）は、
1. 絵画などで使われる手法のこと。
2. 真空蒸着に類する薄膜製造の代表的な方法の1つ。
3. 焼き物や炒め物の調理時に発生する急激な油はねの現象。

1と2について本稿で記述する。

## 絵画技術
絵具を細かな目を持つ網に塗りそれをブラシでこする、あるいは目の細かな網を絵具をつけたブラシでこすることで、小さな粒子として絵具を飛ばす手法。エアブラシよりも粗い粒が得られる。

## 金属・金属酸化物・金属窒化物成膜技術

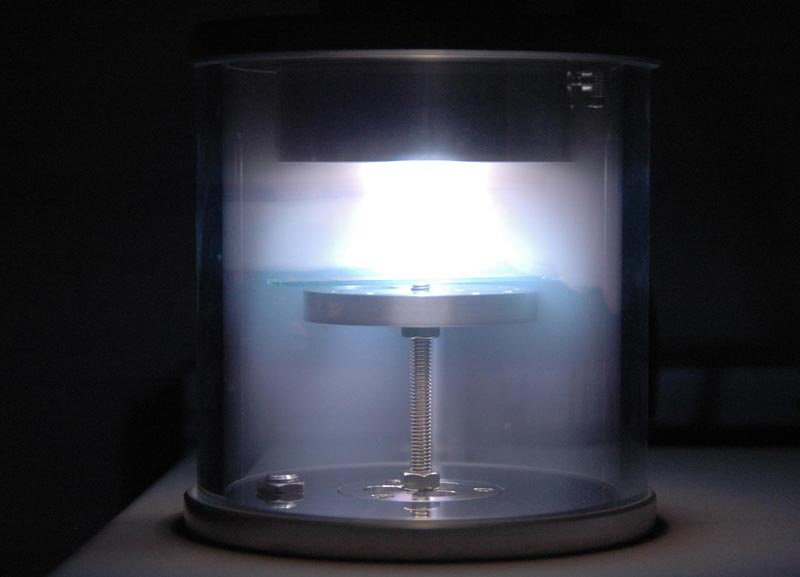
スパッタによる金の製膜

スパッタリングはいわゆる「乾式めっき法」（真空めっき）に分類され、コーティングする対象物を液体や高温気体にさらす事なくめっき処理が出来ることが特徴である。
真空チャンバー内に薄膜としてつけたい金属をターゲットとして設置し、高電圧をかけてプラスイオン化させた希ガス元素（普通はアルゴンを用いる）や窒素（普通は空気由来）をマイナス電荷をかけたターゲットに衝突させる。するとターゲット表面の原子がはじき飛ばされ、基板に到達して製膜することが出来る。原理も単純であり「スパッタ装置」として各種あることから、様々な技術分野で広く使われている。最近では、高品質の薄膜が要求される半導体、液晶、プラズマディスプレイ、光ディスク用の薄膜を製造する手法として用いられている。
また、真空チャンバー内にガスを導入し、これをはじき飛ばされた金属と反応させることによって化合物を製膜する反応性スパッタ法も新たな合金や人工格子の作製技術として注目されている。
2極、3極、4極、RF、マグネトロン、対向ターゲット、ミラートロン、ECR、PEMS、イオンビーム、デュアルイオンビームなどの方式がある。